# Xyris augusto-coburgii
Xyris augusto-coburgii är en gräsväxtart som beskrevs av Szyszyl. och Günther von Mannagetta und Lërchenau Beck. Xyris augusto-coburgii ingår i släktet Xyris och familjen Xyridaceae. Inga underarter finns listade i Catalogue of Life.